# ニットソー
ニットソー (和製英語) とは、ニット素材を用いた衣服のうち、身ごろ・袖など個々のパーツについて、編立て段階から独立して半成型編みを行い、それらを必要により一部裁断して形状の調整を行い、縫製して作られる衣服の総称。
「カットソー」が、流し編みされた生地を裁断してパーツをつくり、それらを縫製して作られること、また。「フル・ファッションド ニット衣料」が、最終形状に成型編みされたパーツを「リンキング」と呼ばれるニット独特の方法でつづり合わせて作られること、などに対比した言葉である。
ただし、より広く、一見すると「ニット的」に見えるカットソーを含める立場もある。

## 編物生地衣服の分類
衣服の生地は、大きくは、布帛（ふはく）（織物）と、編物、それに不織布その他に分類される。
一般に編物生地衣服の作り方には、
a) 最終的な形まで成型して編む。
b) 身ごろなどのパーツに分割して(半)成型編みしたものをつなぎ合わせる。
c) 成型せず編んだ（流し編み）生地を裁断・縫製する。
の 3 通りがある。
このうち、b) の方法で製造されるものは、さらに、
b1) 編成時にループ数を増減しながらパーツ（前身、後身、柚、襟など）を（裁断なしに）最終形状に成型編みしたものを、「リンキング」と呼ばれるニット独特の方法で「つづり合わせ」を行って作られるもの。
b2) パーツごとに半成型して編み立ては行うものの、デザイン上あるいはサイズ合わせなどの理由により、一部裁断による形状の調整を行い、縫製（縁かがりと縫合せ）して作られるもの。
に大別される。
これら b1) b2) は、いずれも「ニット衣料」と呼ばれるが、そのうち、特に b2) によるものを、「ニットソー」と呼ぶ。
（したがって、ニットソーは、流し編み生地の「カットソー」ではないものの、編物生地を裁断(Cut)・縫製(Sew) した、「カット・アンド・ソーン　ニットウェア」(Cut-and-Sew Knitwear) の一種である。）
これに対比して、b1) のタイプは、「フル・ファッションド」(Fully Fashioned（英語版）) と呼ぶ。
一方、a) については、リンキングプロセスを自動化したものをインテグラル編み (Integral knitting) と呼び、さらにそれを推し進めて完全無縫製を達成したものを、ホールガーメント (Whole Garment) あるいは、完全ガーメント編み (Complete garment knitting) （英語版）と呼ぶ。また、c) は、カットソーである。

### リンキングと縫製
リンキングは、縫製に比べて、縫い代がなく、伸縮性に富み、ごろつかないなど、通常のロックミシンなどによる縫製（縁かがりと縫合せ）にないメリットをもっている。一方、リンキングは、加工コストが高くなりやすい。
なお、リンキングと縫製は、ひとつの衣服のなかで混用されることもある。たとえば、ニットソーで、前立てや衿などをリンキングすることもある。一方、フルファッションドであっても、肩線やアームホールなどの補正のため、一部を裁断・縫製することもある。

## ニットソーの素材
ニットソーの素材としては、上記「編物生地衣服の分類」の b1) と同様に横網み （よこ編み（緯編み）のひとつ） を主に用いる。丸編みの生地を用いたり、ラッセルなどのたて編み （経編み)生地を用いることもある。いずれの場合も、ガーメント・レングス編み(Garment length knitting) という半成型編みを用いる。（この点、b1) が、成型編み(Full-fashioned knitting) を、また、c) が流し編み生地(Yard goods fabric) を用いるのと違いがある。）
ここで、ガーメント・レングス編みとは、着丈分ごとに区切りながら編むことをいう。
編地の編成中に捨て糸を入れ、それを編成後に糸抜きをすることにより、連続して編成した後に、着丈分ごとに分離したり、身ごろ、袖などのパーツごとに分離することなどができる。
ガーメント・レングス編みは、たとえば、セーターの裾と本体、袖と袖口を編み分けたり、着丈にあった編み込みや柄をいれる、などが比較的容易である。
この点で、流し編みに比べて、編地変化や色・柄などのデザインの自由度が高く、機能性や、「おしゃれさ」を演出しやすい。
また、(半)成型の度合いよってはカット・ロスが少なくなり、高級な素材を利用しやすくなる。

## ニットソーの定義のあいまい性
ニットソーは、その定義と利用シーンがいまだ混沌としている。
ニットソーは、特定の製造方法の衣料というより、カット・アンド・ソーンタイプのニットウェアで、どこまでフルファッションド・ニットウェアに似た、「ニット的（おしゃれ？）」な外見・デザイン性が出せているか、という視点でみることもできる。
横編み生地を使用したり、ガーメント・レングス編成の編地を利用するのは、あくまで、その達成手段と考えられる。
流し編み生地のカットソーであっても、一見、「ニット的」にすることができる。たとえば、裾リブや袖口・ポケット・衿などをリンキング処理すると、「いかにもカットソー」的な外観はなくなる。（ただし、その分、カットソーの量産性や低コストのメリットも幾分かは損なわれる。）
また、カットソーの生地として、ニット的な風合いの流し編み生地（たとえば、比較的ローゲージのニットでざっくりした感じのものや、ウール混紡素材のやや厚手のもの、モックロディ・インターシャ・ジャガード・編み柄などを用いて変化をもたせたもの）を利用した場合も同様である。
このように、ニットソーという用語自体は、あいまいではあるが、一方、その背景となる流れは強くて深い。
丸編みカットソーから流し編み全般のカットソーに広がってきた市場開拓の流れが、さらに、カット・アンド・ソーンのニットウェア全般へと拡大しつつある。これらの衣服のファッション性の魅力が高まり、アイテムの範囲を広げ、市場での存在感を高めている、ともみなせる。